# Hyundai Mipo Dockyard
Hyundai Mipo Dockyard in Südkorea ist eine der weltweit größten Werften, die im Neubau- und Reparaturgeschäft tätig sind. 

## Beschreibung
Der Werftbetrieb wurde 1975/1982 gegründet und befindet sich in Ulsan. Der Neubauanteil der Werft liegt über 90 %, das Umbau- und Reparaturgeschäft ist kleiner als 10 %. Es werden vorwiegend Containerschiffe, Frachter, Mehrzweckfrachter, Fähren, FPSO, Kabelleger, Rohrleger, Bohrschiffe, Ankerziehschlepper und große Spezialschiffe gebaut. 2015 wurden rund 3600 Mitarbeiter beschäftigt.
Hyundai Mipo Dockyard ist ein Unternehmen der Hyundai Heavy Industries Gruppe und ist seit 1983 im Korea Composite Stock Price Index gelistet.